# ジュール・ポール・バンジャマン・ドゥルセール

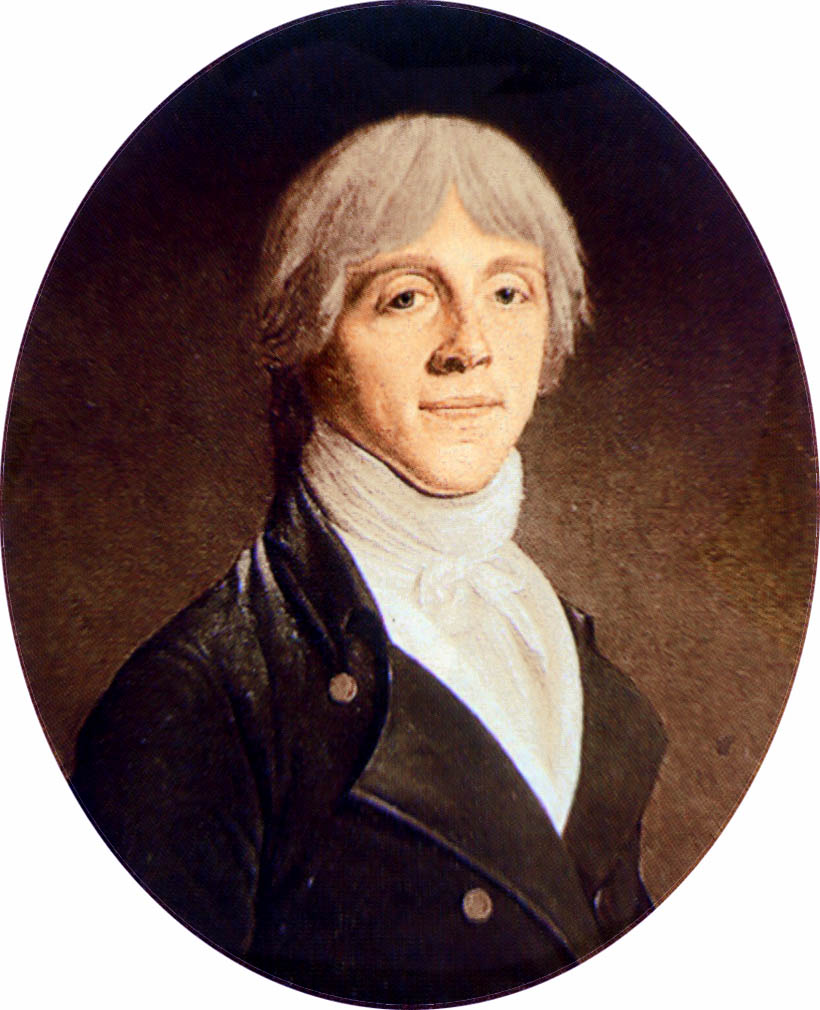
ジュール・ポール・バンジャマン・ドゥルセール

ジュール・ポール・バンジャマン・ドゥルセール（仏: Jules Paul Benjamin Delessert、1773年2月14日 – 1847年3月1日）は、フランスの銀行家、博物学者である。

## 略歴
リヨンに生まれた。父親はフランスで最初の火災保険会社や割引銀行の設立者のエティエンヌ・ドゥルセール（Étienne Delessert）である。フランス革命の間はイギリスを旅行中であったが、急いで帰国し、1790年に国民防衛軍に参加し、砲兵隊の将校となった。父親は自分の銀行の管理に託すために1795年に金銭を使って退役させた。
精力的に実業分野で活動し、1801年にパッシーに最初の綿工場を設立し、1802年にジャン＝バティスト・ケルーエル（Jean-Baptiste Quéruel）が開発したビートから製糖する砂糖工場を設立した。これらの功績で男爵になり、長年議員も務めた。慈善活動や社会活動も行った。1818年に労働者階級に貯蓄を奨励する貯蓄銀行を創設し。これは後にケス・デパーニュグループとなった。
植物学、貝類学の分野で熱心な収集や記載を行い、30,000冊の植物のライブラリを作った。1845年にその目録（catalogue Musée botanique de M. Delessert）を出版した。他に著書として、『貯蓄と年金の効用』（avantages de la caisse d'épargne et de prévoyance (1835)）、『幸福への指針』（Le Guide de bonheur (1839)）、『ラマルクの記述による貝類コレクション』（Recueil de coquilles décrites par Lamarck (1841–1842)）などがある。
ヤシ科の種Calamus delessertianus Becc.などに献名されている。